# Елена и мужчины
«Елена и мужчины» (фр. Elena et les Hommes, итал. Eliana e gli uomini) — франко-итальянский художественный фильм Жана Ренуара, поставленный в 1955 году и вышедший на экраны в 1956 году. Комедийно-драматический фильм с Ингрид Бергман, Жаном Маре и Мелом Феррером в главных ролях рассматривается как третья работа режиссёра из тематической «трилогии зрелищ», которой предшествуют картины «Золотая карета» (1953) и «Французский канкан» (1954).
Первоначально намечалось, что в картине будет прямо фигурировать политический деятель — генерал Жорж Буланже, лидер реваншистско-антиреспубликанского движения, известного как буланжизм, которого подозревали в подготовке государственного переворота против Третьей республики. Однако, при создании окончательного варианта сценария Ренуар отказался от историчности действия и персонажей, сместив акцент на образ главной героини в исполнении Бергман. Фильм снят в яркой и живописной манере в духе работ импрессионистов, лубочных картинок и отличается нарочитой условностью места действия и декораций. Лента изначально создавалась в двух версиях — французской и английской, причём последняя имеет целый ряд отличий и короче на двенадцать минут. После выхода во Франции картина имела значительный успех у публики и критики, но получила низкие оценки в США.

## Над фильмом работали
Актёрский состав:
| Ингрид Бергман    | Елена Сокоровска            |
| Жан Маре          | генерал Франсуа Роллан      |
| Мел Феррер        | Анри де Шевенкур            |
| Магали Ноэль      | Лолотт                      |
| Жюльетт Греко     | Миарка, цыганка             |
| Жан Ришар         | Эктор Шаньоль               |
| Лео Маржан        | уличная певица              |
| Пьер Бертин       | Мартен-Мишо                 |
| Фредерик Дюваллес | Годен                       |
| Ольга Валери      | бароннеса Ольга             |
| Дора Долл         | Роза ля Роз                 |
| Элина Лабурдетт   | Поллет Эскофье              |
| Мишель Надаль     | Дениз Годен                 |
| Жак Жуанно        | Эжен Мартен-Мишо            |
| Жан Клодио        | Лионель Вилларе, композитор |
| Рено Мари         | Флери                       |
| Мишель Надаль     | Дениз Годен                 |
| Григорий Хмара    | слуга Елены                 |
| Гастон Модо       | Романи, цыганский барон     |
| Поль Пребуа       | жених                       |
| Сандра Мило       |                             |

Съёмочная группа:
| Роль            | Имя                                         |
| --------------- | ------------------------------------------- |
| Режиссёр        | Жан Ренуар                                  |
| Продюсеры       | Йозеф Бергольц, Анри Дойчмайстер, Эдуар Жид |
| Авторы сценария | Жан Ренуар, Жан Серж                        |
| Диалоги         | Жан Ренуар                                  |
| Оператор        | Клод Ренуар                                 |
| Художник        | Жан Андре                                   |
| Костюмеры       | Розин Деламар, Моник Плотен                 |
| Монтажёр        | Борис Левин                                 |
| Композитор      | Жозеф Косма                                 |

## Сюжет
Картине предшествует предуведомление: «Все действующие лица этого фильма вымышленные, всякое сходство с живыми, или когда-либо жившими людьми чистая случайность. Сюжет этого фильма также вымышленный, авторы не ставят свой целью задеть кого-либо».
Париж, 1880 годы. Елена Сокоровска, привлекательная женщина средних лет, вдова польского князя, погибшего при организации покушения на российского императора, искренне верит, что её долг заключается в том, чтобы способствовать выдающимся мужчинам реализовать их призвание и содействовать их амбициозным начинаниям. В этом качестве она покровительствует композитору Лионелю Вилларе, оперу которого — «Элоиза и Абеляр» — решаются поставить в миланском театре «Ла Скала». Радостно сообщив княгине эту весть, Вилларе просит её выйти за него замуж, но она отказывает, посчитав, что её миссия в отношении него успешно завершена. Такого рода покровительство привело к тому, что княгиня оказалась разорена, и она скрепя сердце мирится с ухаживаниями старика Мартен-Мишо, богача и обувного фабриканта, который вознамерился на ней жениться. Они вместе отправляются на торжества по случаю национального праздника 14 июля, но Елена теряет Мишо в толпе, не особенно переживая из-за его исчезновения. По случаю праздника улицы Парижа переполнены ликующими людьми, которые радостно скандируют приветствия в адрес генерала Франсуа Роллана. Княгиню заинтересовали такие проявления обожания в адрес генерала, и она всеми силами пытается его увидеть, но это долгое время ей не удаётся. В толпе она знакомится с графом Анри де Шевенкуром, который говорит, что хорошо знает Роллана и может познакомить её с ним. Так и происходит, граф представляет Елену генералу, и она вручает ему свой талисман — маргаритку, который должен способствовать его карьере. Нынешний кумир парижан и всей Франции явно заинтересовался очаровательной полькой. Представитель правительства предлагает Роллану возглавить министерство обороны и он соглашается, но его окружение против, подталкивая его осуществить государственный переворот. Генерал говорит Елене, что её талисман сразу принёс свои плоды и он хотел бы с ней ещё увидеться, но в это время появляется его любовница Поллет Эскофье и он вынужден с ней удалиться. Граф и княгиня продолжают праздновать и оказываются в кафе, где Шевенкур после выпитого ими вина зовёт её к себе домой и пытается поцеловать, но она вырывается, и, в конечном итоге, теряется в толпе. На следующий день граф приходит к ней домой, но узнаёт, что она находится в замке Мартена-Мишо, за которого собирается замуж.
Французские военные воздухоплаватели терпят аварию и оказываются на немецкой территории, где их захватывают в плен. По этому поводу во Франции и Германии происходят пропагандистские кампании и возникает угроза мобилизации и ведения военных действий. Советники Роллана хотят воспользоваться этой ситуацией и на волне патриотизма захватить власть в стране.
Генерал находится на армейских манёврах, которые проходят недалеко от замка Мартена-Мишо. Представители окружения Роллана уговаривают Шевенкура убедить Елену, чтобы та побудила генерала к решительным действиям. Она встречается с Ролланом в замке Мартена-Мишо, который откладывает брак с княгиней, прельщённый обещанием, что новое правительство увеличит таможенные тарифы на иностранную обувь, а также предполагаемыми крупными военными заказами. Анри влюблён в Елену и начинает сожалеть, что принял участие в этой интриге, осознавая, что может её окончательно потерять.
Княгиня расценивает возможность повлиять на принятие решений генерала как «миссию всей её жизни» и советует ему занять твёрдую позицию в отношении захваченных французских военнослужащих, направив в адрес Германии жёсткий ультиматум. Роллан слушается её совета и озвучивает эту позицию на чрезвычайном совете кабинета министров в Париже, после чего Германия уступает и освобождает пленных. Это новый триумф генерала, и его угрожающая популярность заставляет правительство сначала отправить его в фактическую ссылку — командовать гарнизоном в Бурбон-Сален, а затем и вовсе под домашний арест. Сподвижники генерала, находясь под влиянием проводящихся парламентских выборов, считают, что Роллану следует воспользоваться ситуацией, сделать решительный шаг и захватить власть в стране.
Советники генерала организовывают ему встречу с Еленой в тайном «доме» Розы ля Роз в Бурбон-Салене, где она должна убедить его выступить во главе армии в походе на Париж. В свою очередь Роллан сбегает из-под ареста и приходит к княгине, но в план вмешивается Анри, который привлекает на свою сторону цыганский табор. Окружению генерала становятся известны триумфальные для него результаты выборов, под окном дома собираются полицейские, чтобы воспрепятствовать возможным антиреспубликанским действиям Роллана, а также толпы людей, призывающие его к захвату власти. Переодевшись в цыганское платье, которое ему отдал Анри, генерал покидает дом неузнанным, чтобы сесть в поезд на Париж. Однако когда он отправляется в цыганской повозке на вокзал, то в ней неожиданно оказывается Поллет Эскофье, которая убеждает его бросить всё и отправиться с ней на юг — навстречу любви. Анри и Елена остаются вместе и понимают, что не могут жить друг без друга.

## Создание

### Предыстория
После начала Второй мировой войны, с 1 января 1941 года французский режиссёр Жан Ренуар жил и работал в США, однако сразу после освобождения Франции он не вернулся на родину. В 1949 году он снял в Индии фильм «Река» и возвратился в Европу в 1952 году, где поставил в Италии картину «Золотая карета», со звездой итальянского неореализма — Анной Маньяни. По словам режиссёра, он вернулся в Старый свет «с неутолимой жаждой прекрасного», поэтому ему кажется, что «мир тоже жаждет красоты». Через два года он снял во Франции картину «Французский канкан», с одним из своих самых любимых актёров — Жаном Габеном. Фильмы, поставленные в это время, киновед и философ кино Андре Базен относит к третьему периоду творчества Жана Ренуара. В это время его очень интересовали соотношение реализма и искусства, театральной и кинематографической эстетики. Летом 1954 года он поставил в Арле, на арене античного амфитеатра, трагедию Шекспира «Юлий Цезарь», а в 1955 году свою первую пьесу «Орвэ» («Медяница»), написанную им в 1953 году специально для актрисы Лесли Карон, которую он планировал пригласить в свой следующий фильм. Премьера драмы прошла 12 марта 1955 года, на одном из её спектаклей присутствовала знаменитая американская актриса Ингрид Бергман, которая в это время находилась в Европе. На следующий день Ренуар рассказал Карон о состоянии Бергман, которая после совместного с ним ужина села на тротуар и в расстроенных чувствах и со слезами на глазах сказала, что она находится «без денег и без сил» после неудач совместных со своим мужем режиссёром Роберто Росселини фильмов. После этого Жан добавил: «В общем, Лесли, я собирался снять следующий фильм с вами, но не смогу этого сделать. Во всяком случае, не сейчас. Я обещал Ингрид, что помогу ей». Из черновиков автобиографии режиссёра «Моя жизнь и мои фильмы» известно, что продюсер «Канкана» Анри Дочмейстер, в связи со значительным успехом этого фильма, предлагал ему второй проект — причём с участием американской актрисы. Как вспоминал Ренуар, Дочмейстер предлагал ему для этого написать сценарий специально задуманный для Бергман. Известно, что продюсер был близок к Росселини, а тот даже уговорил его профинансировать один из проектов журналистов из Les Cahiers du cinéma. «Дойч», как его называли знакомые, согласился и в результате дал средства для фильма Франсуа Трюффо «Страх Парижа» — большого поклонника Ренуара.
Бергман покинула Голливуд в 1949 году и переехала с детьми от первого брака с Петтером Линдстрёмом в Италию, что сопровождалось громким скандалом, чрезмерно раздутым прессой. Посмотрев фильмы Росселлини, она написала ему восхищённое письмо. У них завязались романтические отношения, что привело к разводу и настроило против неё почти всю американскую общественность. Однако через несколько лет отношения между Бергман и Росселини также испортились, а поставленные ими совместные фильмы финансового успеха не имели. По словам актрисы, в этот период её спас Жан Ренуар, с которым она была хорошо знакома ещё в Голливуде и раньше неоднократно спрашивала у него, когда они смогут поставить совместный фильм. В то время он отвечал отрицательно — ему казалось, что она для него слишком большая звезда — но был готов подождать, когда она окажется на низшей точке своей карьеры (что рано или поздно случается в Голливуде со всеми): «Сейчас ты поднялась так высоко, как только могла, ну и оставайся там. А вот когда ты покатишься вниз, тут-то я и заброшу невод, чтобы поймать тебя. Я буду наготове». Через несколько лет Ренуар приехал навестить Бергман и Росселини на их виллу «Санта Маринеллу». Он сказал, что время для их совместной работы пришло («невод» готов), предложив актрисе сниматься в его фильме в Париже. Бергман ответила, что не считает это возможным, так как Росселини не разрешает ей сниматься у других режиссёров. Ренуар ответил, что поговорит с Росселини, и, к удивлению актрисы, тот дал своё согласие. Её очень заинтересовала возможность поработать в любимом Париже под руководством Ренуара, а также с ярким актёрским составом в лице Мела Феррера, Жана Маре и Жюльетт Греко.

### Сценарий
За время подготовки и создания фильма он претерпел многочисленные изменения. Первоначально намечалось, что в нём будет фигурировать генерал Жорж Буланже, лидер реваншистско-антиреспубликанского движения, известного как буланжизм, которого подозревали в подготовке государственного переворота против Третьей республики. В феврале 1884 году Буланже стал дивизионным генералом, а 7 января 1886 года при правительстве умеренных республиканцев занял пост военного министра в кабинете Шарля Фрейсине. В это время он сосредоточил всё своё внимание на нововведениях в своём министерстве, которые приобрели общефранцузскую известность и принесли ему популярность. На пике его популярности сторонники убеждали его прийти к власти, свергнув правительство в результате государственного переворота. Однако на это он не решился и был вынужден бежать в Бельгию со своей любовницей Маргерит Боннемен, которая в июле 1891 года умерла от продолжительной болезни. На плите на её могиле по указанию Буланже было выбито: «À bientôt» («До скорого»). 30 сентября того же года стало известно, что Жорж Эрнест Жан Мари Буланже совершил самоубийство на могиле Боннемен. Он был похоронен в той же могиле, а к уже выбитым на плите словам по его завещанию была добавлена фраза: «Неужели я смог прожить два с половиной месяца без тебя?» (фр. Ai-je bien pu vivre deux mois et demi sans toi?).
По словам Ренуара, он выбрал в качестве основы сюжета фильма этого политического деятеля, так как его характер и судьба во многом соответствует типу интересующего и задуманного им персонажа. При этом героем фильма с равным успехом мог стать, например, и какой-нибудь крупный актёр, который также «колебался бы между честолюбивыми замыслами и тягой к простой жизни». Исходя из таких соображений, вскоре от историчности отказались, и сюжет фильма стал основываться на вымышленных персонажах, после чего акцент начал смещаться на главную героиню, а сценарий Ренуар решил выстраивать исходя из актёрской игры Ингрид Бергман. В такой концепции образ её персонажа, по словам режиссёра, стал центральным и представлялся ему как «женщина, страдающая манией миссианства»: «Она найдёт свой идеал в неком честолюбце, потому что очень заманчиво подчинить своему влиянию человека, который может стать повелителем целой страны». Фильм был переосмыслен в комедийном плане, а его содержание должно было самостоятельно расширить рамки интриги. Перед началом съёмок Ренуар говорил, что основной сюжет ещё получит несколько ответвлений, в которых он сам ещё не до конца разобрался, но на съёмочной площадке интрига будет приведена к единому целому.

### Производство
Значительная часть фильма создавалась одновременно на французском и английском языках. Опыт работы на нескольких языках у Ренуара уже был в его предыдущем фильме «Золотая карета», но тогда фильм с интернациональной группой актёров снимался большей частью на английском языке, а затем был дублирован на французский язык (для французской версии) и итальянский (для итальянской версии). Подобная двуязычная работа вызвала значительные трудности, и режиссёр был вынужден чаще, чем ему хотелось, прибегать к значительным импровизациям. Как отмечал киновед Жак Лурсель, такой метод двойной съёмки без наличия достаточного финансирования вызвал неординарную красоту фильма и определил её авторскую стилистику. По этому поводу Ренуар заметил, что снимать две версии фильма с одной съёмочной группой — трудноразрешимая задача и поэтому то, что ему посчастливилось закончить картину, он расценивает как настоящее чудо: «Каждый день я оказывался на краю пропасти и только ценой невероятных пируэтов и хитрых уловок удерживался на нём». Примером импровизации является финал ленты, кинематографическое решение которого ему пришлось придумать на ходу и всего за один день под песню Жюльетт Греко.
Съёмки проходили с 1 декабря 1955 года по 17 марта 1956 года в Париже в павильонах студии в Булонь-Бийанкур, а натурные съёмки в парке шато д’Эрменонвиль и в парке Сен-Клу. Большая часть фильма снята в студийных декорациях, а натурные съёмки основаны по принципу лубочных картинок, так как, по словам Ренуара, реалистические декорации противоречили нарочитой условности его стилистики. Племянник режиссёра Клод Ренуар снял несколько природных панорам в грозу, что Ренуару чрезвычайно напоминало картинки для детей. Также режиссёр писал, что Ингрид Бергман исполнила свою роль с обычной для неё гениальностью и сумела создать образ, соответствующий общему неправдоподобию декораций.
Фильм имел во Франции значительный успех и вызвал в критике ряд положительных откликов, особенно среди авторов группировавшихся вокруг журнала Cahiers du cinéma. Однако когда в марте 1957 года картину выпустили в США, под названием «Париж творит странные вещи», американская пресса назвала её провалом.

## Премьеры
- Франция — премьера фильма состоялась в Париже 12 сентября 1956 года.
- Италия — фильм вышел в итальянский прокат 11 января 1957 года.
- США — премьера фильма в США состоялась 29 марта 1957 года[13].

## Художественные особенности
По мнению киноведа и философа кино Андре Базена, «Елена и мужчины», наряду с картиной «Дневник горничной» является самым смелым опытом Ренуара в части работы с актёрами, что вызвано синтезом «квазибурлескной стилизации», приближающей фильм скорее к фарсу, чем к водевилю, и изысканности и изящества его элементов. По утверждению Базена, не найти фильма с более сложной структурой, чем эта «музыкальная фантазия». Он также указывает на такие художественные особенности, как преобладание общих планов над очень редкими крупными и изобретательное звуковое оформление.
Сам Ренуар писал, что в его фильмах «Французский канкан» «Золотая карета» и «Елена и мужчины» показаны персонажи, которых принято называть неправдоподобными, но, по его мнению, при всём своём неправдоподобии они правдивы по духу. Также для этих трёх фильмов характерно то, что они были сняты в студийных декорациях, но при этом в некоторые сцены были введены реалистические детали.
Между французской и английской версией существуют различия, в частности, последняя короче на 12 минут. В начале англоязычной версии нет такого персонажа, как Лионель Вилларре (композитора, которому покровительствует Елена), но присутствует пролог, в котором после нескольких общих планов Парижа Мел Феррер (зрители слышат лишь его голос) демонстрирует в своей библиотеке «Воспоминания Роллана», а также хранящийся у него в ящике личный дневник Елены. Комментарии в исполнении Феррера звучат на протяжении всего фильма, в том числе на фоне диалогов персонажей. В этом варианте отсутствует значительное количество небольших фрагментов сцен, а один эпизод полностью вырезан (дуэль героя Феррера со своим соперником). Персонаж Рено Мари (главный советник Роллана) заменён на Джорджа Хиггинза, что, по замечанию Жака Лурселя, вредит этой версии, так как не является полноценной актёрской заменой. Также французский критик отмечает, что английская версия в целом во многом уступает французской.

## Критика
Киноведы усматривают в снятых после возвращения Ренуара из США в Европу трёх фильмах «Золотая карета», «Французский канкан» и «Елена и мужчины» своеобразную тематическую трилогию, в которой затрагиваются проблемы соотношения условности и жизни, театральной эстетики и реализма, очень занимавшие режиссёра в этот период. Так, по наблюдению Жака Лурселя, в этих фильмах обнаруживаются параллели с тремя видами представлений, соответственно: комедией дель арте, кафешантаном и театром марионеток. Несмотря на то, что в последнем фильме трилогии формально нельзя обнаружить таких обязательных атрибутов театрального зрелища, как занавес, сцена, нити и т. д., но по духу картина представляет собой кукольный спектакль. Ещё в детстве Ренуар увлёкся французским ярмарочным театром Гиньоль и пронёс эту любовь через всю жизнь, что в частности, нашло отражение в прологе его первого значительном фильма — «Сука» (1931), в котором куклы характеризуют главных героев и последующее «представление». Причём, как замечает Лурсель, отсылки к театру марионеток присутствуют у режиссёра не только в драмах, но и в комедиях. Что касается ленты «Елена и мужчины», то в этой работе Ренуар одновременно добивается несомненного успеха как в стиле, так и в том, что можно назвать «моралью этой аморальной истории». В стиле заметны те же кинематографические практики, что и в «Правилах игры», но ещё более стилизованы и ещё дальше продуманно выражены в своём «схематизме, шутовстве, буффонаде»:
На заднем плане, в кухнях и коридорах, суета горничных и ординарцев, пылких простофиль и влюблённых девиц копирует и без того уже карикатурный мир взрослых, мир хозяев и властителей вселенной. Это придает режиссуре восхитительное богатство, насыщает её хитроумными узорами, играми в прятки, великолепно помещёнными в пространство планов.
Эрик Ромер после просмотра фильма писал: «Как кумушка после проповеди, я могу сказать только одно: это очень красиво, я ничего в этом не понял». Жан-Люк Годар, отмечая, что картина является моцартовской и истинно французской по духу, писал, что в то же время это «самый умный на свете фильм»: «Это искусство и одновременно теория искусства. Красота и одновременно секрет красоты. Кино и одновременно объяснение кино». По его наблюдению, «Елена и мужчины» является примером одного из «поворотов» в творчестве Ренуара, когда он отказывался от предыдущего своего кинематографического опыта и с новыми эстетическими идеями обращался к новому этапу. «Если „Правила игры“ не были поняты в своё время, то потому, что они перечёркивали, „сжигали“ „Преступление господина Ланжа“. А „Стоячая вода“ в свою очередь „сжигала“ „Правила игры“. Так и „Елена“ будет с презрением in petto [в душе] отвергнута теми, кто аплодировал „Френч канкану“. И напрасно, ибо Ренуар постоянно доказывает нам, что единственный способ не отстать — это забежать вперёд. Мы ещё восхищаемся дерзким замыслом постройки, а он уже разрушает её», — подчёркивал Годар. Франсуа Трюффо находил, что некоторые темы фильма «Елена и мужчины» являются для творчества Ренуара «постоянными» и находил их в уже немых работах. Это имело место уже в «Нана» (1926) — лучшей по мнению Ренуара и критиков — его ленте того периода. В частности, среди таких мотивов Трюффо выделял: «любовь к зрелищу, женщина, заблуждающаяся относительно своего призвания, комедиантка, ищущая себя, влюблённый, погибающий из-за своей искренности, политик, потерявший голову от любви, художник, творящий зрелища. Короче, „Нана“ рифмуется с „Еленой“».
По наблюдению Жака Риветта, для многих фильмов Ренуара 1950-х годов характерно глубокое «сочетание искусства жизни и искусства поэзии». В этих фильмах он усматривал театральную эстетику и отмечает, что фильм «Французский канкан» во многом предвосхищает «Елену и мужчины», которую он характеризует как мелодраму во «французском» духе, где «страсть одерживает победу над происками сердца…» Трюффо особо выделял удачный актёрский состав, а также чувственность и эротизм Ингрид Бергман, которая своей игрой «освещает» фильм, а Роджер Эберт отмечал её точное попадание в образ польской княгини. По оценке Пьера Лепроона, вся первая часть фильма, особенно сцены праздничного шествия, посвящённого Дню взятия Бастилии, находится на уровне лучших созданий Ренуара. После красочных сцен во «Французском канкане» в этой картине режиссёра представлена «ожившая живопись», «импрессионизм» в движении. Российский критик М. С. Трофименков назвал картину шедевром классического кинематографа, в котором, несмотря на водевильный сюжет, построенный по стандартам светской комедии, затрагиваются серьёзные вопросы о «соотношении политики и зрелища, трагизма истории и легкомыслия её фигурантов».